# Alan King Tennis Classic
L'Alan King Tennis Classic è stato un torneo di tennis facente parte del Grand Prix giocato dal 1972 al 1983 e nel 1985 a Las Vegas negli Stati Uniti su campi in cemento. L'evento prendeva il nome dall'attore Alan King che l'aveva ospitato nel suo albergo:il Caesars Palace di Las Vegas.

## Albo d'oro

### Singolare
| Anno | Vincitore       | Finalista          | Punteggio          |
| ---- | --------------- | ------------------ | ------------------ |
| 1972 | John Newcombe   | Cliff Drysdale     | 6–3, 6–4           |
| 1973 | Brian Gottfried | Arthur Ashe        | 6–1, 6–3           |
| 1974 | Rod Laver       | Marty Riessen      | 6–2, 6–2           |
| 1975 | Roscoe Tanner   | Ross Case          | 5–7, 7–5, 7–6      |
| 1976 | Jimmy Connors   | Ken Rosewall       | 6–1, 6–3           |
| 1977 | Jimmy Connors   | Raúl Ramírez       | 6–4, 5–7, 6–2      |
| 1978 | Harold Solomon  | Corrado Barazzutti | 6–1, 3–0 ritiro    |
| 1979 | Björn Borg      | Jimmy Connors      | 6–3, 6–2           |
| 1980 | Björn Borg      | Harold Solomon     | 6–3, 6–1           |
| 1981 | Ivan Lendl      | Harold Solomon     | 6–4, 6–2           |
| 1982 | Jimmy Connors   | Gene Mayer         | 5–2 ritiro         |
| 1983 | Jimmy Connors   | Mark Edmondson     | 7–6, 6–1           |
| 1984 | Non disputato   | Non disputato      | Non disputato      |
| 1985 | Johan Kriek     | Jimmy Arias        | 4–6, 6–3, 6–4, 6–2 |

### Doppio
| Anno | Vincitori                      | Finalisti                          | Punteggio     |
| ---- | ------------------------------ | ---------------------------------- | ------------- |
| 1972 | Roy Emerson Rod Laver          | John Newcombe Tony Roche           | abbandono     |
| 1973 | Brian Gottfried Dick Stockton  | Ken Rosewall Fred Stolle           | 6–7, 6–4, 6–4 |
| 1974 | Roy Emerson Rod Laver          | Frew McMillan John Newcombe        | 6–7, 6–4, 6–4 |
| 1975 | John Alexander Phil Dent       | Bob Carmichael Cliff Drysdale      | 6–1, 6–4      |
| 1976 | Arthur Ashe Charlie Pasarell   | Robert Lutz Stan Smith             | 6–4, 6–2      |
| 1977 | Robert Lutz Stan Smith         | Bob Hewitt Raúl Ramírez            | 6–3, 3–6, 6–4 |
| 1978 | Álvaro Fillol Jaime Fillol     | Bob Hewitt Raúl Ramírez            | 6–3, 7–6      |
| 1979 | Marty Riessen Sherwood Stewart | Adriano Panatta Raúl Ramírez       | 4–6, 6–4, 7–6 |
| 1980 | Robert Lutz Stan Smith         | Wojciech Fibak Gene Mayer          | 6–2, 7–5      |
| 1981 | Peter Fleming John McEnroe     | Tracy Delatte Trey Waltke          | 6–3, 7–6      |
| 1982 | Sherwood Stewart Ferdi Taygan  | Carlos Kirmayr Van Winitsky        | 7–6, 6–4      |
| 1983 | Kevin Curren Steve Denton      | Tracy Delatte Johan Kriek          | 6–3, 7–5      |
| 1984 | Non disputato                  | Non disputato                      | Non disputato |
| 1985 | Pat Cash John Fitzgerald       | Paul Annacone Christo van Rensburg | 7–6, 6–7, 7–6 |